# Bispuiljá
Bispuiljá är en ort i Mexiko.   Den ligger i kommunen Chilón och delstaten Chiapas, i den sydöstra delen av landet, 800 km öster om huvudstaden Mexico City. Bispuiljá ligger 614 meter över havet och antalet invånare är 230.
Terrängen runt Bispuiljá är huvudsakligen kuperad, men söderut är den bergig. Terrängen runt Bispuiljá sluttar norrut. Runt Bispuiljá är det ganska tätbefolkat, med 54 invånare per kvadratkilometer. Närmaste större samhälle är Jol Hic'Batil, 7,9 km öster om Bispuiljá. I omgivningarna runt Bispuiljá växer i huvudsak städsegrön lövskog.